# Monmouth Mountain
Monmouth Mountain är ett berg i Kanada.   Det ligger i provinsen British Columbia, i den sydvästra delen av landet, 3 600 km väster om huvudstaden Ottawa. Toppen på Monmouth Mountain är 3 182 meter över havet.
Terrängen runt Monmouth Mountain är varierad. Monmouth Mountain är den högsta punkten i trakten. Trakten runt Monmouth Mountain är nära nog obefolkad, med mindre än två invånare per kvadratkilometer.. Det finns inga samhällen i närheten. 
Trakten runt Monmouth Mountain är permanent täckt av is och snö.